# Little Nicky
Pour plus de détails, voir Fiche technique et Distribution.
Little Nicky, ou Le Petit Nicky au Québec, est une comédie américaine réalisée par Steven Brill et sortie en 2000.

## Synopsis
Nicky est le seul fils gentil de Satan. Après la fuite de l'enfer de ses frères Cassius et Hadrien, Nicky doit partir à leur recherche, sur Terre. Dans son aventure, il découvre le bien, le mal et l'amour.

## Fiche technique
- Titre : Little Nicky
- Titre québécois : Le Petit Nicky
- Réalisation : Steven Brill
- Scénario : Tim Herlihy (en), Adam Sandler et Steven Brill
- Production : Jack Giarraputo, Robert Simonds, Michael De Luca, Robert Engelman, Adam Sandler et Brian Witten
- Société de production : New Line Cinema
- Musique : Teddy Castellucci et Geoff Levin (en)
- Photographie : Theo van de Sande
- Montage : Jeff Gourson (en)
- Décors : Perry Andelin Blake
- Costumes : Ellen Lutter
- Pays d'origine : États-Unis
- Format : couleurs - 1,85:1 - DTS / Dolby Digital / SDDS - 35 mm
- Genre : comédie
- Budget : 85 000 000 dollars
- Box-office États-Unis : 39 464 775 dollars[2]
- Box-office France : 40 901 entrées[3]
- Box-office mondial : 58 292 295 dollars[2]
- Durée : 90 minutes
- Dates de sortie : 
  - États-Unis :  10 novembre 2000
  - France : 22 novembre 2000
- DVD : le 5 septembre 2001 chez l'éditeur Metropolitan Vidéo

## Distribution
Légende : Version Française = VF[réf. nécessaire] et Version Québécoise = VQ
- Adam Sandler (VF : Emmanuel Curtil ; VQ : Alain Zouvi) : Nicky
- Patricia Arquette (VF : Brigitte Berges ; VQ : Violette Chauveau) : Valerie Veran
- Harvey Keitel (VF : Daniel Russo ; VQ : Hubert Gagnon) : Satan
- Rhys Ifans (VF : Pierre-François Pistorio ; VQ : Antoine Durand) : Adrian
- Tom 'Tiny' Lister Jr. (VF : Pascal Renwick ; VQ : Pierre Chagnon) : Cassius
- Rodney Dangerfield (VQ : André Montmorency) : Lucifer
- Allen Covert (VF : Daniel Lafourcade ; VQ : François Sasseville) : Todd
- Peter Dante (VF : Olivier Destrez ; VQ : Pierre Auger) : Peter
- Jonathan Loughran (VF : Bruno Dubernat ; VQ : Gilbert Lachance) : John
- Robert Smigel (VF : Jean-Marie Bigard ; VQ : Luis de Cespedes) : Beefy le chien de l'enfer (voix)
- Reese Witherspoon (VF : Aurélia Bruno ; VQ : Aline Pinsonneault) : Ange Holly
- Dana Carvey : Whitey l'arbitre
- Jon Lovitz (VF : Sylvain Lemarié ; VQ : Yves Corbeil) : Peeper
- Blake Clark (VF : José Luccioni ; VQ : Claude Préfontaine) : Jimmy, le démon
- Jackie Titone (VF : Nathalie Karsenti) : Jenna
- Rob Schneider : Townie
- Lewis Arquette (VF : Philippe Dumat) : le Cardinal
- Kevin Nealon (VF : Thierry Kazazian ; VQ : Denis Mercier) : le gardien des enfers
- Quentin Tarantino (VF : Jean-Philippe Puymartin ; VQ : Manuel Tadros) : l'aveugle crieur des rues
- Ozzy Osbourne : lui-même (caméo)
- Henry Winkler : lui-même (caméo)
- Carl Weathers : Chubbs Peterson

## Production
- Dans ses films, Adam Sandler aime bien que le nom de ses amoureuses commence par la lettre V. Virginia Venit dans Happy Gilmore, Vicki Vallencourt dans Waterboy, Veronica Vaughn dans Billy Madison, Vanessa dans Big Daddy et Valerie Veran dans ce Little Nicky.
- De nombreuses références aux grands groupes de metal sont présentes dans le film, telles que les posters Metallica, de Ozzy Osbourne ou encore de Motörhead dans la chambre du héros, ou le T-Shirt Iron Maiden que John porte à sa rencontre avec Nicky, la bande originale du film est aussi composée de morceaux de AC/DC, Scorpions, Van Halen ou encore POD.

### Casting
- Le film comporte l'apparition de Quentin Tarantino dans le rôle de l'aveugle crieur des rues, ainsi que celles de Dan Marino, d'Ozzy Osbourne, de Dana Carvey, et d'Henry Winkler dans leurs propres rôles.
- Carl Weathers réinterprète dans ce film son rôle de Chubbs Peterson, coach d'Adam Sandler dans Happy Gilmore qui était sorti en 1996.
- Le chien du film "Beefy le chien de l'enfer" été le petit chien de Sandler nommé : Meatball.

## Réception
- Mal accueilli par la critique[5] ,[6], Little Nicky a également connu un mauvais accueil public. Pour un budget de 85 millions de dollars, il en rapporta 39 464 775 dollars aux États-Unis et 58 292 295 dollars dans le monde[7]. Il s'agit du premier échec commercial d'Adam Sandler, qui venait d'aligner trois succès commerciaux aux États-Unis (Wedding Singer, Waterboy et Big Daddy) en tant qu'acteur principal[8].

## Bande originale
- School of Hard Knocks, interprété par POD
- Rock the Party (Off the Hook), interprété par POD
- Highway to Hell, interprété par AC/DC
- Pardon Me, interprété par Incubus
- When Worlds Colide (en), interprété par Powerman 5000
- Southtown, interprété par POD
- Two of Hearts, interprété par Stacey Swain
- Rock You Like a Hurricane, interprété par Scorpions
- Everlong, interprété par Dave Grohl (Foo Fighters)
- Take a Picture (en), interprété par Filter
- Perfect One, interprété par Lit
- Does Anyone Really Know What Time It Is?, interprété par Chicago
- Change (In the House of Flies) (en), interprété par Deftones
- Points of Authority, interprété par Linkin Park
- Stupify (en) (Fu's Forbidden Remix), interprété par Disturbed
- Mama, I'm Coming Home, interprété par Ozzy Osbourne
- Now or Never, interprété par Zebrahead
- No More Tears, interprété par Ozzy Osbourne
- Cave, interprété par Muse
- Bohemian Like You (en), interprété par The Dandy Warhols
- Runnin' With The Devil, interprété par Van Halen
- Worm, interprété par East Trading Wang

## Distinctions
- Nomination au prix du plus mauvais film, plus mauvais réalisateur, plus mauvais scénario, plus mauvais acteur (Adam Sandler) et plus mauvais second rôle féminin (Patricia Arquette), lors des Razzie Awards 2000.